# 尤蒂的工作室 ～格拉姆纳特的炼金术士～
《尤蒂的工作室 ～格拉姆纳特的炼金术士～》是由Gust公司制作的一款PlayStation 2角色扮演游戏，于2002年6月27日发售了附带怀表的初回限定版。
本作是炼金术士系列第四作，人设由双羽纯担当，系统与前三作相比有了较大改变。同系列次作为《薇欧蕾特的工作室》。
2003年8月7日发售了“Gust Best Price”廉价版。2010年4月8日，此作又以《尤蒂的工作室～格拉姆纳特的炼金术士～被囚禁的守护者》为名，在PSP上发售了增强复刻版。PSP版新增一名人物，神殿地下迷宫扩大到30层。